# Mordiendo el Bozal
Mordiendo el Bozal es el primer extended play del rapero argentino YSY A. Fue lanzado el 11 de noviembre de 2020, publicado por Sponsor Dios y distribuido por ONErpm.

## Antecedentes y contexto
En medio de la Pandemia de COVID-19, Acosta, se encontraba encerrado y sin poder grabar sencillos de manera profesional, decidió mudarse un tiempo a una isla en el delta de Tigre. Allí compuso su primer extended play, alejado del trap crudo que mostraba en Hecho a Mano lanzado en 2019, se centró en un estilo más romántico y relajado.

## Contenido y estilo
El álbum está dividido en 6 sencillos que en conjunto forman una historia romántica relatada por el rapero dónde conoce a un amor con el que se relaciona fugazmente, entre una separación relatada en «Tarde» y «Sobre el agua», el artista vuelve a ella en «Perdámono», una vez allí relata todo en el último track del disco, «Mordiendo el Bozal» dónde se encuentra aclamando a la persona con flashbacks en una habitación. Describió la historia con un aspecto meloso, dónde el final se encuentra con el protagonista "mordiendo el bozal".
Con Mordiendo el Bozal, Acosta, mostró otra faceta como artista, pasó del trap latino crudo a un estilo más relajado, que incluye instrumentos como guitarra y un sonido acústico que él denomino como algo experimental en su carrera, fue con el estreno de «La primera vez» el 8 de noviembre de ese año, que los fanáticos vieron que el disco a lanzar era algo diferente a lo que él venía haciendo. Fue destacado por la crítica como una apuesta que no falló.

## Lanzamiento y recepción
El EP fue lanzado el 11 de noviembre de 2020, los sencillos del proyecto fueron lanzados en esa fecha en distintas horas. sencillo homónimo del álbum fue producido en su totalidad por Club Hats y Yesan, fue filmado por Facundo Ballve y Anestesia Audiovisual (junto a todas las canciones).
Los sencillos estuvieron debajo del top 200 de Spotify en Argentina y Uruguay, siendo «La primera vez» el mejor ubicado (100). En RYM recibió 3,20 de 5 estrellas posibles, con un total de 126 puntuaciones. A pesar de su buena critica, el álbum nunca fue presentado en vivo siendo el único proyecto musical que Acosta nunca tocó en un concierto. La canción homónima del álbum se encuentra en el top 40° de las canciones más reproducidas del artista, siendo la más destacada del proyecto.

## Lista de canciones
Tracklist de Mordiendo el Bozal
Todas las letras escritas por Alejo Nahuel Acosta Migliarini.
| N.º | Título               | Música           | Duración |  |
| 1.  | «La Primera Vez»     | CLUB HATS, Yesan | 3:17     |  |
| 2.  | «Sacarte To'»        | CLUB HATS, Yesan | 1:40     |  |
| 3.  | «Tarde»              | CLUB HATS, Yesan | 2:36     |  |
| 4.  | «Sobre el agua»      | CLUB HATS, Yesan | 3:13     |  |
| 5.  | «Perdamono»          | CLUB HATS, Yesan | 2:40     |  |
| 6.  | «Mordiendo el Bozal» | CLUB HATS, Yesan | 2:27     |  |